# Gewerkschaft Kunst
Die Gewerkschaft Kunst war eine Gewerkschaft im Deutschen Gewerkschaftsbund (DGB). Sie wurde am 27. September 1949 in Frankfurt am Main als sogenannte Kartellgewerkschaft gegründet, in der die einzelnen Mitgliedsgewerkschaften zwar rechtlich selbständig blieben, bestimmte Interessen aber gemeinsam vertraten.

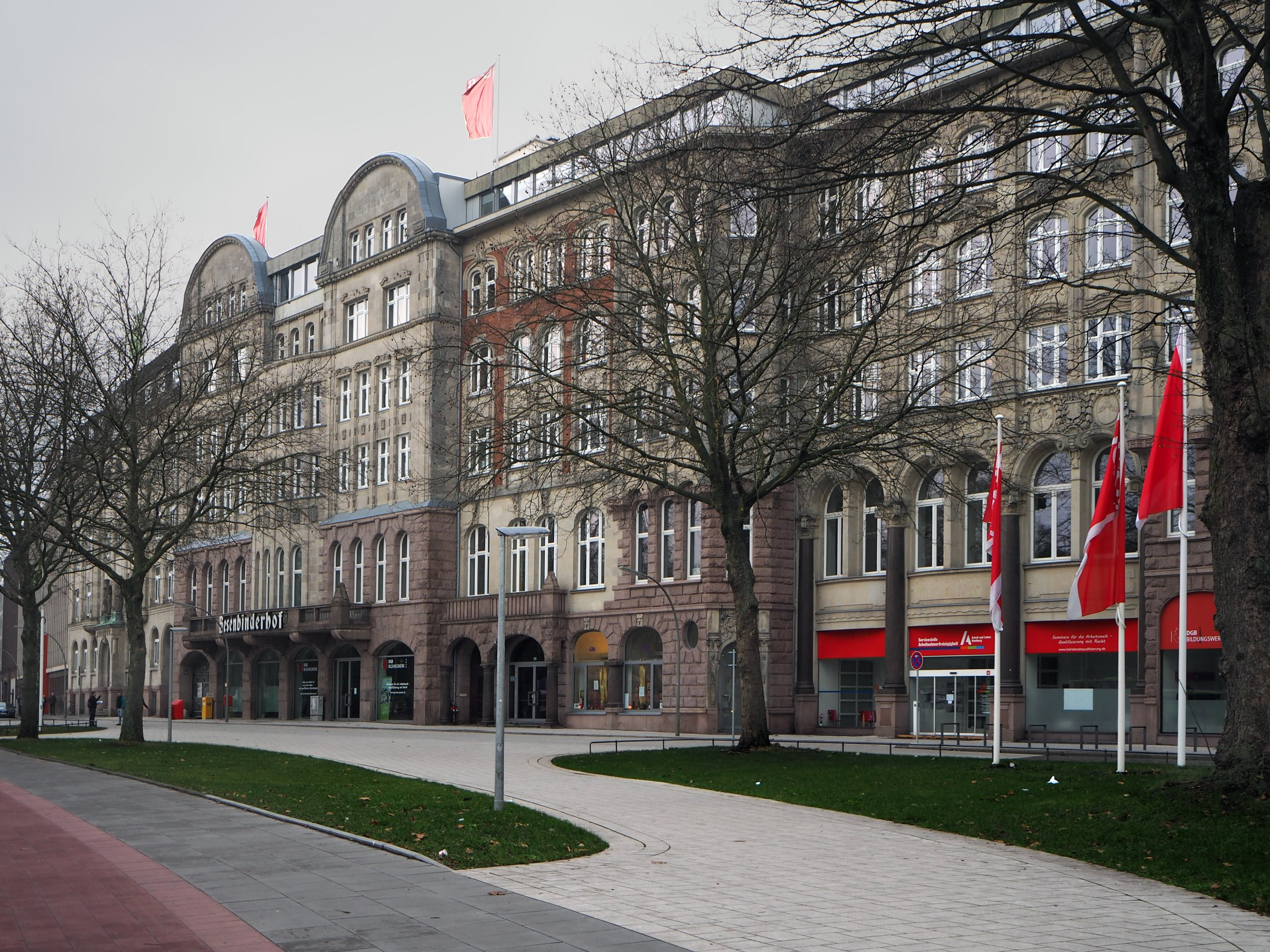
Gewerkschaftshaus in Hamburg

Die Gewerkschaft hatte ihren Sitz anfangs im Hamburger Gewerkschaftshaus am Besenbinderhof, später wurde er an den jeweiligen Sitz des DGB-Bundesvorstandes verlegt. Bei der Gründung 1949 gehörten ihr zunächst fünf Berufsverbände aus dem Bereich der bildenden und der darstellenden Kunst an:
- Deutscher Musikerverband, Sitz Düsseldorf
- Genossenschaft Deutscher Bühnenangehöriger, Sitz Hamburg
- Internationale Artisten-Loge, Sitz Hamburg
- Schutzverband Bildender Künstler, Sitz München
- Berufsverband der Journalisten und Schriftsteller (ab 1951 Teil der IG Druck und Papier)

Am 30. September 1950 hatte sie 43 277 Mitglieder. 1952 wurden die Rundfunk-Union und die Union der Filmschaffenden – später fusioniert zur Rundfunk-Fernseh-Film-Union (RFFU) – eigenständige Verbände in der Gewerkschaft Kunst. In den 1970er Jahren kamen weitere Berufsverbände hinzu, so die „Gewerkschaft der Musikerzieher und konzertierenden Künstler“ (GDMK), die Berufsgruppe „Jazz/Rock/Pop/improvisierte Musik“ und die „Bundesvereinigung der Gewerkschaftsverbände Bildender Künstler“ (BGBK).
In den 1980er Jahren kam es zu einer immer engeren Zusammenarbeit mit der IG Druck und Papier: 1985 bildeten beide die IG Medien – Druck und Papier, Publizistik und Kunst zunächst als Kartellgewerkschaft, die schließlich 1989 zu einer Mitgliedergewerkschaft umgewandelt wurde. Die Genossenschaft Deutscher Bühnen-Angehöriger ging diesen Weg jedoch nicht mit, sondern trat bereits 1984 aus der Gewerkschaft Kunst aus und schloss sich der damals noch außerhalb des DGB agierenden Deutschen Angestellten-Gewerkschaft an.
In der DDR gab es ebenfalls eine Gewerkschaft Kunst, die im März 1990 den Namen Gewerkschaft Kunst, Kultur, Medien annahm, sich aber zum 31. Oktober 1990 auflöste. Ihre Mitglieder traten der bundesdeutschen IG Medien bei. Diese wiederum ging 2001 in der Vereinten Dienstleistungsgewerkschaft (ver.di) auf.

## Vorsitzende
- 1949–1954: Willi Feldmann (Vorsitzender der Internationalen Artisten-Loge)
- 1954–1962: Heinrich Wüllner
- 1962–1966: Victor de Kowa
- 1966–1973: Wolfgang Windgassen
- 1973–1980: Otto Sprenger
- 1980–1989: Alfred Horné